# Antalyastadion
Het Antalyastadion (Turks: Antalya Stadyumu) is een multifunctioneel stadion in de Turkse badplaats Antalya. Het is de thuisbasis van voetbalclub Antalyaspor. Het stadion werd geopend in 2015 en biedt plaats aan maximaal 32.539 toeschouwers. Tussen 2015 en 2017 stond het stadion ook bekend als Antalya Arena.

## Geschiedenis
Door de aanstaande sloop van het Antalya Atatürkstadion (in 2016) was er in Antalya behoefte aan een nieuw stadion. Er werd met de bouw aangevangen op 23 juni 2013 en moest in 800 dagen voltooid zijn. De bouw heeft door hertekeningen en -berekeningen voor de tribunes in totaal vier maanden stilgelegen. Om de verloren tijd in te halen, is er vervolgens met meerdere bouwploegen tegelijkertijd gewerkt. De bouw was uiteindelijk na 992 dagen gereed, maar nog op tijd voor de sloop van het Atatürkstadion. Het stadion werd geopend op 25 oktober 2015 met de wedstrijd Antalyaspor – Beşiktaş JK (1–5).
Om verkeersopstopping te voorkomen, werd er een tunnel voor autoverkeer aangelegd rondom het stadion. Het stadion telt 42 lounges en skyboxen, waaronder een presidentiële lounge.
Het stadion, dat gemiddeld 7.200 kilowattuur energie per dag kan opwekken dankzij de zonnepanelen van 11.000 m² op het dak, produceert sinds 16 september 2015 zijn eigen elektriciteit en levert ook elektriciteit aan het stadsnet. De rest van het dak is grotendeels van transparant materiaal om de zoninval op het gras te vergroten.

## Interlands
Het Turks voetbalelftal speelt regelmatig interlands in het stadion.
| 1  | 24 maart 2016    | Turkije – Zweden      | 2 – 1 | Vriendschappelijk    | 33.000 |
| 2  | 29 mei 2016      | Turkije – Montenegro  | 1 – 0 | Vriendschappelijk    | 30.000 |
| 3  | 31 augustus 2016 | Turkije – Rusland     | 0 – 0 | Vriendschappelijk    | 31.000 |
| 4  | 12 november 2016 | Turkije – Kosovo      | 2 – 0 | WK 2018 kwalificatie | 26.555 |
| 5  | 24 maart 2017    | Turkije – Finland     | 2 – 0 | WK 2018 kwalificatie | 28.990 |
| 6  | 13 november 2017 | Turkije – Albanië     | 2 – 3 | Vriendschappelijk    | 8.000  |
| 7  | 23 maart 2018    | Turkije – Ierland     | 1 – 0 | Vriendschappelijk    | 32.000 |
| 8  | 20 november 2018 | Turkije – Oekraïne    | 0 – 0 | Vriendschappelijk    | 30.420 |
| 9  | 30 mei 2019      | Turkije – Griekenland | 2 – 1 | Vriendschappelijk    |        |
| 10 | 31 mei 2021      | Turkije – Guinee      | 0 – 0 | Vriendschappelijk    | 500    |

Ali Sami Yen Spor Kompleksi (Galatasaray) ·
Antalyastadion (Antalyaspor) ·
Atatürk Olympisch Stadion (Fatih Karagümrük) · 
Başakşehir Fatih Terimstadion (Başakşehir) · 
Beşiktaş Park (Beşiktaş) · Çotanak Spor Kompleksi (Giresunspor) · 
Eryamanstadion (Ankaragücü) ·
Esenyurt Necmi Kadıoğlustadion (Istanbulspor) · 
Gaziantepstadion (Gaziantep) ·
Kadir Hasstadion (Kayserispor) ·
Kırbıyık Holdingstadion (Alanyaspor) ·
Konya Büyükşehir Belediyestadion (Konyaspor) ·
Nieuw Adanastadion (Adana Demirspor) · 
Nieuw Hataystadion (Hatayspor) ·
Nieuw Sivas 4 september-stadion (Sivasspor) ·
Recep Tayyip Erdoğanstadion (Kasımpaşa) ·
Şenol Güneşstadion (Trabzonspor) ·
Şükrü Saracoğlustadion (Fenerbahçe) ·
Ümraniye Gemeentelijk stadion (Ümraniyespor)
Alsancak Mustafa Denizlistadion (Altay) ·
Aktepestadion (Keçiörengücü) · 
Bandırma 17 september-stadion (Bandırmaspor) ·
Bodrum İlçestadion (Bodrumspor) ·
Bolu Atatürkstadion (Boluspor) · 
Bornova Aziz Kocaoğlustadion (Altınordu) ·
Çaykur Didistadion (Çaykur Rizespor) ·
Denizli Atatürkstadion (Denizlispor) ·
Eryamanstadion (Gençlerbirliği) ·
Eyüpstadion (Eyüpspor) ·
Gürsel Akselstadion (Göztepe) ·
Kazım Karabekirstadion (Erzurumspor) · 
Manisa 19 mei-stadion (Manisa) ·
Nieuw Adanastadion (Adanaspor) · 
Nieuw Malatyastadion (Yeni Malatyaspor) · 
Nieuw Sakaryastadion (Sakaryaspor) ·
Pendikstadion (Pendikspor) ·
Samsun 19 mei-stadion (Samsunspor) ·
Tuzla Belediyestadion (Tuzlaspor)
Balıkesir Atatürkstadion (Balıkesirspor) ·
Bursa Büyükşehir Belediyestadion (Bursaspor) · 
Nieuw Eskişehirstadion (Eskişehirspor) ·
Osmanlıstadion (Ankaraspor) · 
Spor Toto Akhisarstadion (Akhisar Belediyespor)